# Kepler-186e
Kepler-186e és un dels cinc exoplanetes trobats al voltant de l'estel Kepler-186, a la constel·lació del Cigne (Cygnus), a 492,5 anys llum de la Terra. El seu descobriment es va confirmar el 2014, després que el telescopi espacial Kepler detectara diversos trànsits de l'objecte davant del seu estel des de la perspectiva de l'observatori. El seu radi és d'1,33 radis terrestres, per sota del límit teòric establert pels experts que separa als cossos terrestres dels gasosos. Per tant, és probable que siga un planeta tel·lúric.
Els altres quatre exoplanetes confirmats al sistema Kepler-186 són Kepler-186b, Kepler-186c, Kepler-186d i Kepler-186f. Excepte l'últim, tots tenen òrbites reduïdes i, com a conseqüència, és probable que les seves temperatures siguen molt elevades. Kepler-186f és el primer objecte exoplanetari de massa terrestre descobert que pertany a la zona d'habitabilitat del seu sistema.

## Característiques
Kepler-186 és una estrella de tipus K-tardà, que podria ser considerada com a nana roja tant per la seva grandària com per la seva lluminositat, amb una massa de 0,48 masses solars i un radi de 0,47 radis solars. La seua metal·licitat (-0,28) és semblant a la del Sol encara que una mica menor, cosa que suggereix una relativa escassesa d'elements pesants (és a dir, tots excepte l'hidrogen i l'heli). El límit d'acoblament de marea del sistema està entre el centre de la zona d'habitabilitat i la seva frontera externa, a 0,3752 ua de l'estel. Ja que el seu semieix major és amb prou feines 0,13 ua, Kepler-186e està massa a prop per a superar el límit, igual que la resta de planetes del seu sistema amb l'excepció de Kepler-186f. Per tant, és molt probable que la seva rotació estiga sincronitzada amb la seva òrbita, i compte amb un hemisferi diürn i un altre nocturn.
El radi del planeta és d'1,33 radis terrestres, gairebé idèntic al del segon exoplaneta trobat al sistema, Kepler-186c. Està molt per sota del límit d'1,6 radis terrestres que separa als planetes tel·lúrics dels de tipus minineptú, encara que no tant com el seu company Kepler-186b. Si la composició de l'objecte és semblant a la de la Terra, la seva massa seria d'unes 2,3 masses terrestres i la seva gravetat un 29% major que la terrestre. Pel seu perfil, és probable que siga un planeta tel·lúric com la Terra o Venus, encara que la possibilitat que es tracte d'un món oceànic encara no ha pogut ser descartada. No obstant això, considerant la proximitat entre l'objecte i el seu estel, caldria esperar que perdés gairebé tota la seva atmosfera, especialment l'hidrogen per l'escapament atmosfèric.
Per la seva ubicació en el sistema i la lluminositat del seu estel, la temperatura d'equilibri de Kepler-186e és de 46,35 ℃. Si la seva atmosfera i albedo són semblants als de la Terra, la seva temperatura mitjana superficial rondaria els 84℃. No obstant això, igual que els tres planetes descoberts abans que ell en el sistema, és probable que per la proximitat respecte al seu estel, la consegüent pèrdua d'aigua, l'ancoratge per marea i la major activitat volcànica —a conseqüència de la seva massa i ubicació al sistema—; sofrisca un efecte d'hivernacle descontrolat que incremente significativament les seves temperatures. En Venus, que proporcionalment orbita a una distància molt superior a la de Kepler-186e, la diferència entre la temperatura d'equilibri i la temperatura mitjana en la superfície és de gairebé 500℃.

## Sistema
Kepler-186e és el quart exoplaneta confirmat al sistema Kepler-186. Poc abans es van descobrir tres més, Kepler-186b, Kepler-186c i Kepler-186d; i just després Kepler-186f. Tots excepte aquest últim orbiten a distàncies molt properes entre si i respecte al seu estel. Kepler-186e completa una òrbita al voltant del seu astre cada 22,41 dies, Kepler-186b cada 3,89, Kepler-186c cada 7,27 i Kepler-186d cada 13,34. Durant la distància mínima d'intersecció orbital, la separació entre cadascun d'ells i els seus planetes més propers, roman entre els quatre i els cinc milions de quilòmetres, gairebé deu vegades més a prop que la distància mínima entre Venus i la Terra, i només dotze vegades més que la distància entre la Lluna i la Terra.